# Leucanella apollinairei
Leucanella apollinairei är en fjärilsart som beskrevs av Paul Dognin 1923. Leucanella apollinairei ingår i släktet Leucanella och familjen påfågelsspinnare. Inga underarter finns listade i Catalogue of Life.